# スタジオパークおおみそかスペシャル
スタジオパークおおみそかスペシャルは、NHK総合テレビジョンで、2008年から大晦日（12月31日）に生放送される特別番組である。

## 概要
元々「NHKスタジオパーク」からの年末年始特番は、2002年 - 2008年までは「スタジオパークからおめでとう」と銘打ち元日（1月1日）に放送され、そのうち午前は「スタジオパークからこんにちは」（以下・スタパ）をベースに連続テレビ小説（下半期）のヒロインなど主要出演者、午後は「土曜スタジオパーク」（以下・土スタ）をベースに大河ドラマ（新年度）の主演・主要出演者をゲストに迎え、そのドラマについてのみどころや収録の裏話などを10時過ぎから13時半・あるいは14時ごろまで生放送で紹介するという形を取っていた。
しかし、2008年元日の放送を最後にスタパ・土スタの合同体制は解消され、以後、年末は土スタ特番「スタジオパークおおみそかスペシャル」として、年始はスタパ特番「スタジオパークからおめでとう」として引き続き放送していくこととなった。
分離後、「おおみそかスペシャル」ではその翌年の大河ドラマの特集と、大晦日恒例のNHK紅白歌合戦の直前情報を収録会場のNHKホールから生中継で展開するという形式となった。2009年のみ紅白と連続テレビ小説、翌年のNHK正月時代劇が特集され、大河ドラマは取り上げられなかった。この他、年末ジャンボ宝くじの抽選会の模様もその抽選会場から生中継で伝える。なお、この大晦日特番当日はスタジオパークが年末休館日（通常12月25日 - 12月31日）に当たるため、一般のスタジオ見学はできない。
一方、「スタジオパークからおめでとう」は2009年は連続テレビ小説と正月時代劇を特集したが、2010年は大河ドラマのみの特集にとどまり、2011年以後は別番組の編成のため元日特番が完全中止となった。これにより2010年度以降は年末特番のみを放送する形が続く。
2019年11月、NHKは放送センターの建て替え工事に伴い、スタジオパークを閉館することを発表し、2020年5月に閉館した。そのため、同年大晦日は「土曜スタジオパーク 大みそかスペシャル」として、土スタの特番扱いに組み込まれた。
なお、本番組が始まる8年前の2000年の大晦日には、20世紀最後のスタジオパークとして「大みそかスタジオパーク」が放送されており、こちらも土スタの特番という位置付けであった。
2023年度は土スタ主体のおおみそかスペシャルは放送がなく、2024年度は、「もうすぐ放送100年!おおみそかスペシャル」として、3部構成、4時間45分（12時15分から17時）で放送するが、今回は土スタ主体ではなく、『あさイチ』が主体で、総合司会も同番組の博多華丸・大吉が務める。

## 司会
前述の通り土スタをベースとした番組であるため、基本的には当時の同番組の司会者が本番組も進行するが、2008年は当時メイン司会であった小野文惠が『第59回NHK紅白歌合戦』の総合司会となったため小郷知子が代役を務めた。また、2010年の放送では小野の土スタ卒業式と、その小野から司会を引き継ぐ小田切千からの挨拶も同時に行われた。

## 取り上げた大河ドラマ
- 2008年：「天地人」（ゲスト：妻夫木聡、北村一輝）
- 2010年：「江〜姫たちの戦国〜」（ゲスト：上野樹里）
- 2011年：「平清盛」（ゲスト：松山ケンイチ）
- 2012年：「八重の桜」（ゲスト：綾瀬はるか）
- 2013年：「軍師官兵衛」（ゲスト：岡田准一）
- 2014年：「花燃ゆ（ゲスト：井上真央）
- 2015年：「真田丸」（ゲスト：堺雅人、長澤まさみ）[6]
- 2016年：「おんな城主 直虎」（ゲスト：前田吟、財前直見）[7]
- 2017年：「西郷どん」（ゲスト：鈴木亮平、北川景子）[8]

## 参考・外部リンク
- NHKクロニクル NHKアーカイブス保存番組検索